# Zero Install
Zero Install es una forma de distribuir y usar software para Linux, Unix, Mac OS X y Windows. En lugar del método normal de descargar un paquete de software, extraerlo e instalarlo antes de poder utilizarlo (un proceso que puede ser difícil de revertir), los paquetes distribuidos usando Zero Install solo necesitan ser ejecutados. La primera vez que se utiliza el software se descarga de Internet y (si es así) se coloca en el caché; subsecuentemente se accede al software desde dicha caché. El caché puede funcionar incluso cuando no hay conexión a Internet.
El paquete Zero Install es la combinación de dos paquetes: Un módulo para el Kernel que provee el Sistema de archivos Lazyfs y Zero Install en sí mismo. Algunas ventajas de Zero Install son:
- No requiere contraseña de superusuario (root). Así la instalación de un paquete solo puede afectar al usuario que ha decidido ejecutarlo vía Zero Install y cualquiera puede ejecutar e "instalar" nuevos paquetes.
- Solo descarga lo que se necesita. En lugar de descargar todo el software, el programa descarga solamente lo que es necesario durante la ejecución. Por ejemplo las traducciones no se descargarán hasta que se necesiten. Así, si solo se ha usado el lenguaje por defecto de una aplicación, nunca descarga las traducciones.
- Cualquier paquete borrado del caché estará disponible en tanto lo esté la conexión a Internet.

Algunas desventajas podrían ser:
- Es difícil instalar un sistema de kiosco en la medida en que no es necesaria contraseña para instalar nuevo software.
- Se puede pensar que toda la funcionalidad de un paquete está instalada, pero cuando se va a acceder a un trozo de ella y no se tiene conexión, se podría apreciar que no es así. Finalmente esto podría ser solucionado con repositorios colocados en CD que sean descargados una sola vez (algo similar a la definición de repositorios Debian vía apt-cdrom en instalación de paquetes local, siempre que se cuente con las dependencias coorespondientes).